# Чеглаков, Алексей Николаевич
Алексей Николаевич Чеглаков (род. 13 марта 1974) — российский и узбекистанский борец греко-римского стиля, чемпион и призер России,победитель Первенства мира среди юниоров, чемпион Азии.

## Биография
Родился в 1974 году в Кирове. В 1992 году стал чемпионом мира среди юниоров. В 1993 году стал обладателем серебряной медали кубка мира, в 1996 году повторил этот результат. В 1999 году стал чемпионом Всемирных игр военных.
С 2000 года стал выступать за Узбекистан. В 2001 году стал чемпионом Азии и занял 6-е место на чемпионате мира. В 2002 году завоевал золотую медаль Азиатских игр, а на чемпионате мира вновь стал 6-м. На чемпионате мира 2003 года занял 5-е место. В 2004 году стал бронзовым призёром чемпионата Азии, а на Олимпийских играх в Афинах стал лишь 14-м.